# Uddevalla FC
Uddevalla Futsal Club är en svensk futsalförening och flerfaldiga svenska mästare. Föreningen började 2013 som en sektion inom IFK Uddevalla, under namnet IFK Uddevalla Futsal. 2020 bröt sig sektionen fri från moderföreningen och IFK Uddevalla Futsal blev en egen förening. 2022 ändrades namnet till det nuvarande för att förtydliga brytandet med den tidigare moderföreningen. Hemmamatcherna spelas i Agnebergshallen.
Uddevalla spelar i Svenska Futsalligan, och har vunnit tre raka SM-guld 2017, 2018 och 2019 samt tagit SM-silver 2015 och 2016. Föreningen stod som arrangör för SM-slutspelet i futsal 2016.
25 februari 2017 slogs det dåvarande publikrekordet för sporten futsal i Sverige. 1754 personer såg IFK Uddevalla möta Örebro SK i SM-semifinal i Agnebergshallen i Uddevalla. Pausunderhållningen stod Uddevallasonen Thomas Stenström för, vän med många i laget.
Den 4 mars 2017 skrev IFK Uddevalla historia. En SM-final som spelades mot Borås AIK i Helsingborg Arena slutade 7-4 till IFK Uddevalla och resulterade i ett SM-Guld för första gångerna i IFK:s historia.
Lördag 3 mars 2018 försvarade IFK Uddevalla Futsal sitt SM-guld när de i finalen utklassade Örebro FC med 10-1 i Gamla Idrottshuset i Örebro. Bäste målskytt blev Robert Bagger med sina fyra mål. Därmed har han svarat för ett hattrick i tre raka finaler.
Klubben har fostrat flera spelare i Sveriges A-landslag: Bland andra Marcus Gerd, Mergim Berisha, Albert Hiseni, Petrit Zhubi, Granit Berisha, Fredrik Söderqvist och Robert Bagger.
23-26 augusti 2017 spelade IFK Uddevalla Futsal för första gången internationell futsal i och med UEFA Futsal Cup. Ett gruppspel som spelades i Agnebergshallen i Uddevalla. Förutom Uddevalla deltog Regensburg (Tyskland), Tre Fiori (San Marino) och Encamp (Andorra) i gruppen. Uddevalla slutade tvåa i gruppen efter Regensburg inför totalt över 2000 betalande under de tre dagarna.
Lördag 1 september 2018 skrevs en ny milstolpe i föreningens historia när laget kvalificerade sig för main round i UEFA Futsal Champions League. Detta efter en gruppseger hemma i Agnebergshallen där lagen Vaengir Jupiters (Island), KMF Celik (Montenegro) och Leo Futsal Club (Armenien) besegrades.
Under första veckan av oktober 2018 spelade laget gruppspel i main round av Champions League på Cypern. Det blev en seger och två förluster i gruppen.
I oktober 2019 blev IFK Uddevalla Futsal den första svenska klubb att arrangera ett main round i Champions League när man tack vare starka prestationer tidigare år blev direktkvalificerade för huvudrundan.
Tommy Rasimus har avgått som ansvarig för futsalsektionen inte mindre än tre gånger på kort tid mellan 2018 och 2019.